# Cladocarpus rostrifrons
Cladocarpus rostrifrons is een hydroïdpoliep uit de familie Aglaopheniidae. De poliep komt uit het geslacht Cladocarpus. Cladocarpus rostrifrons werd in 2003 voor het eerst wetenschappelijk beschreven door Vervoort & Watson. 